# Ludgero Prestes

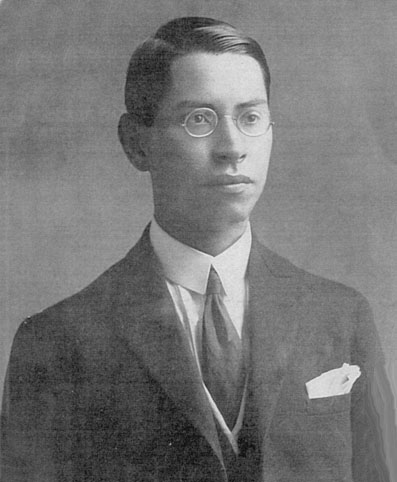
1908: Ludgero Prestes no ano de sua graduação, em foto enviada a Euclides da Cunha

Ludgero Prestes (proximidades de Canudos, Bahia,  1890 - Amparo, 13 de outubro de 1934) foi um menino sobrevivente da Guerra de Canudos, trazido para São Paulo pelo escritor e jornalista Euclides da Cunha. Ludgero se formou professor e veio a ser o primeiro diretor do Grupo Escolar de Bebedouro.

## Crianças como butim de guerra

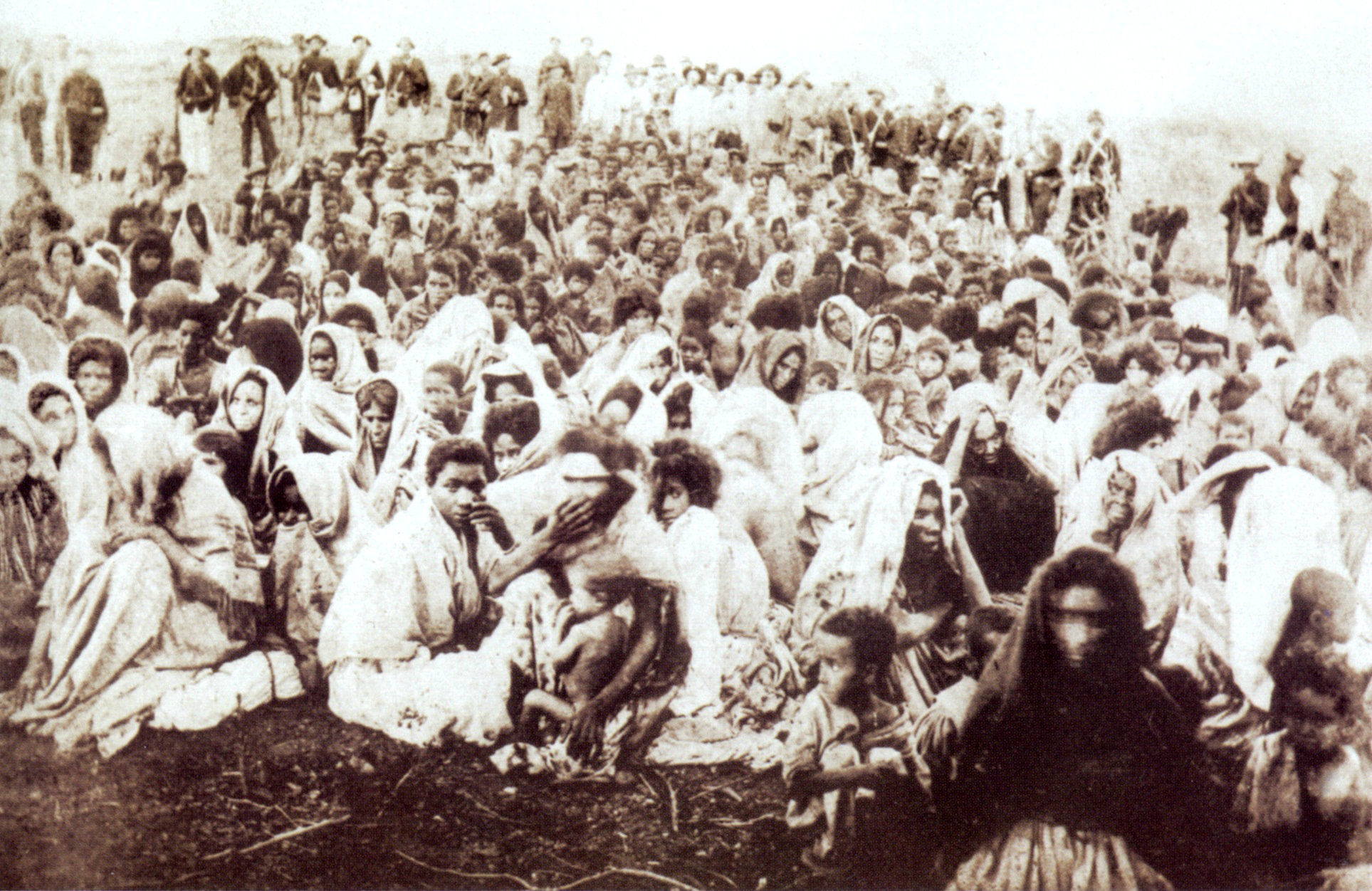
1897: Mulheres e crianças presas durante os últimos dias da guerra de Canudos

Além da destruição total do arraial de Canudos, a degola em massa dos prisioneiros de guerra e o estupro de muitas mulheres e mocinhas sertanejas, a guerra de Canudos foi marcada pelo extravio e distribuição desordenada de centenas de crianças, órfãs ou não, pelos militares. Essas crianças eram encontradas em péssimas condições: feridas, nuas, esqueléticas, morrendo de fome. Após serem levadas pelos militares, acontecia que meninas eram defloradas pelos seus supostos protetores, e muitas crianças passaram a viver como escravas nas casas de quem as abrigava.  Na boca do povo, eram chamadas de "jaguncinhos", um termo que aparece frequentemente durante os últimos dias da guerra.  O Comitê Patriótico da Bahia formou uma comissão para recolher crianças sertanejas feitas prisioneiras  e, em seu relatório final, descreve a situação em que muitos menores foram encontrados. "E, pesa-nos dizê-lo, que grande parte dos menores reunidos pela comissão, dentre eles meninas púberes e mocinhas, se achavam em casa de quitandeiras e prostitutas. Foi, pois, para lamentar a distribuição indevida das crianças, sendo muitas remetidas para vários pontos do estado e para a capital, como uma lembrança viva de Canudos ou como um presente, sem que parentes ou o governo lhes conheça o paradeiro." 
O trabalho principal da comissão foi recolher o maior número possível dessas crianças e, caso ainda tivessem pais ou parentes vivos, trazê-los de volta à sua família. Menores órfãos e sem família eram deixados em orfanatos ou com famílias de confiança. Mas, no momento de instauração da comissão, a maior parte das crianças já estava longe, acompanhando militares oriundos de todo o território nacional.

### O jaguncinho de Euclides da Cunha
Também Euclides da Cunha, que estava em Canudos como correspondente de guerra de O Estado de S. Paulo, recebeu um "jaguncinho". No dia 21 de setembro de 1897, anotou em sua caderneta de campo: "À 1 hora o General Artur mandou-me chamar para a prosa. (...) Conversamos até a hora do jantar. (...)  Interrogamos um jaguncinho quase inanido vindo de Cocorobó."  No dia seguinte, continua: "Noto com tristeza que o jaguncinho que me foi dado pelo general continua doente e talvez não resista à viagem para Monte Santo." 
Euclides da Cunha o levou consigo, e o menino sobreviveu, chegando a Pauliceia em 21 de outubro de 1897. A Gazeta de Notícias do dia seguinte escreveu: "Em companhia do dr. Euclides veio um jaguncinho de sete anos, que ficará sob a proteção do dr. Gabriel Prestes, diretor da Escola Normal. O jaguncinho não tem nem pai nem mãe, é muito vivo e narra com precisão admirável todos os episódios sangrentos dos últimos combates nos quais ele perdeu os pais." 
Chegando em São Paulo, Euclides da Cunha entregou Ludgero para ser criado pelo influente educador Gabriel Prestes. Segundo Laura Rodrigo Otávio, esposa de Rodrigo Otávio Filho e amiga da família, Ludgero era "vesgo, um tanto desengonçado". Não tendo filhos, Gabriel Prestes ofereceu a Ludgero um lar e "muita ternura".  Ludgero acabou se formando pela escola de seu pai adotivo, a Escola Normal Caetano de Campos.

## Em busca de sua origem
A República e seus "defensores" não pouparam esforços para varrer Canudos do mapa. As lembranças  tinham de ser apagadas, inclusive dos corações e das mentes dos "jaguncinhos". Escreve a historiadora Vanessa Sattamini: "Apesar de toda a violência da guerra, das mortes, dos assassinatos que não pouparam mulheres e crianças, esta pareceu-me a maior e mais cruel das violências empreendidas pelo governo republicano: tirar de crianças que já haviam perdido tudo, o direito sobre a sua própria história de vida." 
Em São Paulo, o jaguncinho trazido por Euclides da Cunha recebeu o sobrenome do seu tutor, passando a chamar-se Ludgero Prestes. Também lhe deram uma data de nascimento: 15 de novembro, o dia da proclamação da República, em nome da qual Canudos havia sido destruída. A data foi escolhida simbolicamente, como que para reforçar o ingresso do menino no "mundo civilizado".
Na sua primeira matrícula escolar, datada de 1898, consta, nos  dados de filiação,  apenas o nome de Gabriel Prestes como tutor, e Bahia como lugar de origem. Mas parece que Ludgero, com o passar dos anos, foi se identificando cada vez mais com o seu passado e sua origem no sertão baiano  porque, no último ano do curso complementar, seu diploma de professor primário não refere mais a Gabriel Prestes, e sim a um homem chamado João Luiz, presumidamente seu verdadeiro pai. Além disso, a cidade de origem aparece claramente assinalada como Canudos, Bahia. A sua certidão de casamento é o primeiro documento conhecido que menciona também o nome de sua mãe: Maria Luiz, casada com João Luiz.  No entanto, é pouco provável que Ludgero tenha realmente nascido em Canudos. Em 1890, o ano de seu nascimento, Canudos não passava de uma fazenda com poucas casas. A maior parte dos habitantes de Canudos começou a chegar a partir de 1893, ano em que Antônio Conselheiro se estabeleceu no local. E visto que ele, órfão aos 7 anos, desconhecia o sobrenome de seus pais, é possível que tampouco tenha sabido onde nasceu. Euclides da Cunha faz crer que o menino teria vindo do Cocorobó, uma fazenda situada a cerca de 15 km de Canudos.

## Vida adulta

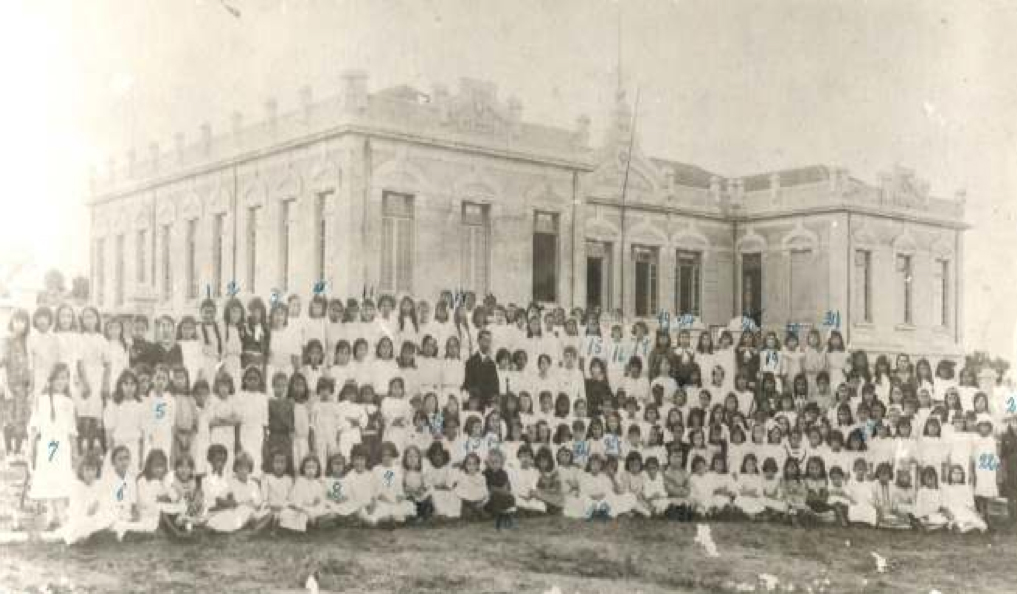
1913: Ludgero Prestes como diretor do Grupo Escolar de Bebedouro (SP)

Ludgero Prestes formou-se professor em 1908, e pouco tempo depois recebe uma carta de Euclides da Cunha, que neste meio tempo tinha se tornado um célebre escritor: "...não poderei traduzir-te a minha comoção ao ver aparecer-me quase homem - e homem na mais digna significação da palavra - o pobre jaguncinho que me apareceu pela primeira vez há onze anos no final de uma batalha."
Tornou-se professor em Serra Negra, onde casou-se com a também professora Beatriz da Cunha Lima Prestes e teve seu primeiro filho, Gabriel.  Foi orador do Serra Negra Futebol Clube. Em 7 de abril de 1913 foi nomeado diretor interino do recém-fundado Grupo Escolar de Bebedouro, interior de São Paulo.  Em 1914 tornou-se professor em Amparo. De 1921 a 1927 foi diretor do Grupo Escolar de Olímpia, atualmente chamada de Escola Estadual Dona Anita Costa, em Olímpia.  Faleceu a 13 de outubro de 1934, em Amparo, aos 43 anos de idade, de câncer de fígado. Deixou quatro filhos.